# Razboj Ljevčanski
Razboj Ljevčanski (szerbül: Разбој Љевчански), település Bosznia-Hercegovinában, Srbac községben, Bosanska krajina területén, a Szerb Köztársaságban. 

## Fekvése
Bosznia-Hercegovina északi részén, Banja Lukától légvonalban 35, közúton 40 km-re északkeletre, községközpontjától légvonalban 9, közúton 11 km-re délnyugatra, az Orbász bal partján húzódó Lijevce polje síkságán, 95-98 méteres tengerszint feletti magasságban található.

## Népessége
| Nemzetiségi csoport | Népesség 1991 | Népesség 2013 |
| ------------------- | ------------- | ------------- |
| Szerb               | 876           | 838           |
| Bosnyák             | 0             | 0             |
| Horvát              | 3             | 3             |
| Jugoszláv           | 17            | 0             |
| Egyéb               | 7             | 11            |
| Összesen            | 903           | 852           |

## Története
A térség 1535/36-ban került oszmán uralom alá, amikor Huszrev bég elfoglalta Kobaš és Levač várait, és átkelt Szlavóniába seregével. Ekkor ez a terület a Kobaši kádiluk, a Banja Luka-i vijalet és a Boszniai szandzsák része lett. Később a kadiluk székhelyét Kobašból Banja Lukába helyezték át, Kobaš pedig az alsóbb közigazgatási egységek (kapitányság, megye, járás) székhelye volt. Az osztrák-török háború (1716-18) a pozsareváci békeszerződéssel ért véget, amelyet 1718. június 21-én írtak alá Pozsarevácon. Ausztria megkapta Bijeljinát és a Szávától délre egy keskeny sávot (Brčko, Bosanski Brod, Kobaš, Dubica és Furjan). Abban az időben számos menekült és száműzött érkezett Szlavóniából, Macsóból (Szabács és Loznica) és a Birodalom más elveszett területeiről a kobaškai kapitányságba és Bosznia északi részébe. 1723-ban az osztrák betörések miatt a kapitányság székhelyét Kotorba (a mai Kotor-Varoš) helyezték át.
A település 1878-ig tartozott az Oszmán Birodalomhoz, ekkor a berlini kongresszus határozata alapján az Osztrák-Magyar Monarchia része lett. 1879-ben az első osztrák-magyar népszámlálás során a Prnajvori járáshoz tartozó településnek 35 háztartása és 264 ortodox lakosa volt. 1910-ben a Prnjavori járáshoz tartozó településen 104 háztartást, 601 ortodox, 8 görög katolikus és 3 muszlim lakost találtak. A monarchia szétesésével 1918-ban előbb a Szerb-Horvát-Szlovén Királyság, majd 1929-től a Jugoszláv Királyság része. 1921-ben a községnek (melybe Razbojon kívül Bajinci, Glamočani, Kladari és Lilić is beletartozott) 477 háztartása és 2850 lakosa volt. Az 1929-es törvény értelmében, amikor Bosznia-Hercegovinát négy banovinára, Drinskára, Vrbaskára, Zetskára és Primorskára osztották, a település a Vrbaska banovina része lett, amelynek székhelye Banja Luka volt Jugoszlávia megszállása után a Független Horvát Állam (NDH) része lett. 1943 októberében és novemberében súlyos harcok folytak itt a partizánok és a német csapatok által támogatott csetnikek között. A második világháború után a település a szocialista Jugoszláviához tartozott. A daytoni békeszerződést követő területfelosztásnál Srbac község részeként a Szerb Köztársaság területéhez került.

## Oktatás
A razboji „Dositej Obradović” Általános Iskola, amelyhez egy kukuljei nyolcosztályos iskola, valamint Lilić, Bajinci, Prijebljezi és Razboj Lijevčanski négyosztályos iskolái tartoznak. Ezekbe az iskolákba összesen körülbelül 430 diák jár.

## Kultúra
- KUD „Mladost” Stapari-Razboj Kulturális és Művészeti Egyesület

- „Lijevce” Razboj Népitáncegyüttes

## Fordítás
- Ez a szócikk részben vagy egészben  a   Razboj Ljevčanski című bosnyák Wikipédia-szócikk ezen változatának fordításán alapul.  Az eredeti cikk szerkesztőit annak laptörténete sorolja fel. Ez a jelzés csupán a megfogalmazás eredetét és a szerzői jogokat jelzi, nem szolgál a cikkben szereplő információk forrásmegjelöléseként.